# Paulo José de Arriaga

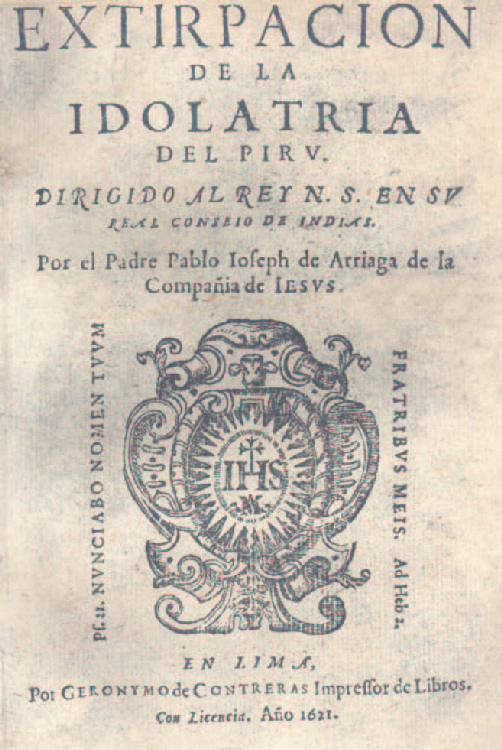
Capa do Livro

Paulo José de Arriaga, foi um jesuíta que nasceu em 1564, em Vergara (Guipúscoa - Comunidade Autónoma do País Basco - Espanha), e faleceu em 6 de setembro de 1622, no mar, nas proximidades de Havana (Cuba).

## Biografia
Em 24 de fevereiro de 1579, ingressou na Companhia de Jesus, em Ocaña (Toledo - Espanha).
Depois de estudar teologia em Madri e antes de sua ordenação, foi enviado ao Vice-Reino do Peru.
Em 6 de setembro de 1584, partiu em uma expedição dirigida por Andrés López e, junho de 1585, chegou a Lima.
Em 1586, foi ordenado em Lima (Peru).
Foi professor de retórica e reitor dos colégios de Lima (Colégio de San Martin), entre 1588 e 1612, e de Arequipa, entre 1613 e 1615.
Em 1601, foi enviado à Europa, na condição de representante da Província Jesuítica do Peru.
Em 1604:
- traduziu para o espanhol, o tratado: "Gersone, della perfezione religiosa e dell’ obligo che ciascuno religioso ha di acquistarla", escrito em 1601, pelo jesuíta Luca Pinelli; e
- Retornou ao Peru;

Entre 1604 e 1622, combateu a idolatria (resquícios das religiões dos povos nativos do Peru), nesse contexto, acompanhou o visitador: Padre Fernando de Avendano.
Nessa época, dirigiu a construção de colégios para filhos de caciques, em Lima e em Cuzco, e de uma casa de correção para pajés. 
Em 1620, concluiu uma obra denominada como: "La extirpación de la idolatría del Pirú", publicada em Lima, em 1621 , que contém importantes descrições das práticas religiosas dos povos nativos do Peru nas primeiras décadas do Século XVII.
Nessa obra, aponta algumas das causas da persistência das religiões andinas, tais como:
- O prestígio dos bruxos;
- A deficiência dos métodos de evangelização até então empregados; e
- A existência dos antigos locais de culto.

Essa obra foi amplamente citada na obra "Exhortaciones e instrucción acerca de la idolatría de los indios", do arcebispo Pedro de Villagómez, editada em Lima, em 1649.
Também escreveu várias obras ascéticas.
Em 1622, foi enviado para Roma e Madri, pelo provincial Juan de Frías Herrán para resolver assuntos urgentes, como a fundação de novos colégios, mas faleceu em um naufrágio durante essa viagem.
É considerado o principal etnógrafo do Peru de sua época.

## Obras
- "Directorio espiritual para exercicio y provecho del Colegio de San Martín" (Roma, 1602).

- "Rhetoris Christiani" (Lyon, 1619).

- "Extirpación de la idolatría del Pirú" (Lima, 1621)[4].